# Lousã
Lousã – miejscowość w Portugalii, leżąca w dystrykcie Coimbra, w regionie Centrum w podregionie Pinhal Interior Norte. Miejscowość jest siedzibą gminy o tej samej nazwie.

## Demografia
| Liczba ludności gminy Lousã (1801–2011) | Liczba ludności gminy Lousã (1801–2011) | Liczba ludności gminy Lousã (1801–2011) | Liczba ludności gminy Lousã (1801–2011) | Liczba ludności gminy Lousã (1801–2011) | Liczba ludności gminy Lousã (1801–2011) | Liczba ludności gminy Lousã (1801–2011) | Liczba ludności gminy Lousã (1801–2011) | Liczba ludności gminy Lousã (1801–2011) | Liczba ludności gminy Lousã (1801–2011) |
| --------------------------------------- | --------------------------------------- | --------------------------------------- | --------------------------------------- | --------------------------------------- | --------------------------------------- | --------------------------------------- | --------------------------------------- | --------------------------------------- | --------------------------------------- |
| 1801                                    | 1849                                    | 1900                                    | 1930                                    | 1960                                    | 1981                                    | 1991                                    | 2001                                    | 2004                                    | 2011                                    |
| 6 574                                   | 10 275                                  | 11 685                                  | 12 905                                  | 13 900                                  | 13 020                                  | 13 447                                  | 15 753                                  | 17 252                                  | 17 606                                  |

## Sołectwa
Sołectwa gminy Lousã (ludność wg stanu na 2011 r.):
- Casal de Ermio – 376 osób
- Foz de Arouce – 1062 osoby
- Gândaras – 1308 osób
- Lousã – 10 163 osoby
- Serpins – 1802 osoby
- Vilarinho – 2895 osób